# Parafia św. Józefa w Sitnie
Parafia św. Józefa w Sitnie – parafia rzymskokatolicka w dekanacie Sępólno Krajeńskie w diecezji bydgoskiej.
Erygowana 1 lutego 1972.
Miejscowości należące do parafii: Sitno i Skoraczewo (część).